# Dávid Kornél
Dávid Kornél (Nagykanizsa, 1971. október 22. –) 127-szeres válogatott magyar kosárlabdázó. Napjainkig az egyetlen magyar, aki megfordult az NBA-ben.
A nagykanizsai születésű, 206 cm magas játékos a Honvéd és az Albacomp után 1999-ben szerződött a Chicago Bullshoz, egy évvel később a Cleveland Cavalierst és – féléves albacompos időszakot követően – 2000 augusztusától a Toronto Raptorst erősítette, majd 2001 februárjától a Detroit Pistons következett. Dávid 109 NBA-meccsen 11-szer volt kezdő, és átlagban 5 pontot dobott.
Az NBA-t követően a francia Strasbourgnál és a litván Zalgiris Kaunasnál szerepelt, majd 2003-ban a spanyol Vitoriához igazolt, amellyel 2004-ben bejutott az Euroliga négyes döntőjébe és ott ezüstérmes lett. Az ULEB Kupában is megfordult Gran Canariához 2006-ban írt alá.
2005 decemberében egy szakmai zsűri és közönségszavazatok alapján beválasztották a magyar kosárlabdázás halhatatlan játékosai közé.
2008-ban vonult vissza a spanyol élvonalban szereplő Gran Canariában. Azóta kapott állást az NBA-ben. A Cleveland Cavaliers alkalmazásában áll, európai tehetségek kutatójaként.
2010 októberében a Phoenix Suns csapatánál a nemzetközi játékosmegfigyelői hálózat vezetőjévé nevezték ki, ahol 2018-ig maradt. Jelenleg[mikor?] a Milwaukee Bucks nemzetközi játékosmegfigyelője.
2013 januárjától 2015 júliusáig az Alba Regia SC elnöke volt .

## Adatai
- Magassága/testsúlya: 206 cm/108 kg.
- Posztja: erőcsatár
- Állandó lakóhelye: Székesfehérvár

## Klubcsapatai
- 1987–1988 Bp. Honvéd (up.)
- 1988–1990 MALÉV SC (NB II.)
- 1990–1994 Bp. Honvéd, Tungsram-Honvéd
- 1994–1997 Albacomp
- 1997–1998 Rockfort Lightning , Albacomp
- 1998–1999 Albacomp, Chicago Bulls
- 1999–2000 Chicago Bulls , Cleveland Cavaliers , Alba Fehérvár ,
- 2000–2001 Toronto Raptors , Detroit Pistons
- 2001–2002 Strasbourg IG
- 2002–2003 BC Žalgiris
- 2003–2007 TAU Cerámica  – Euroliga 2. hely
- 2007–2008 CB Gran Canaria